# Kharābeh (ort)
Kharābeh (persiska: خرابه, Kharāpā) är en ort i Iran.   Den ligger i provinsen Västazarbaijan, i den nordvästra delen av landet, 600 km väster om huvudstaden Teheran. Kharābeh ligger 1 464 meter över havet och antalet invånare är 271.
Terrängen runt Kharābeh är kuperad åt sydost, men åt nordväst är den platt. Runt Kharābeh är det ganska glesbefolkat, med 48 invånare per kvadratkilometer. Närmaste större samhälle är Piranshahr, 10,9 km väster om Kharābeh. Trakten runt Kharābeh består till största delen av jordbruksmark.